# اچ‌ام‌اس گورخا (جی۶۳)
اچ‌ام‌اس گورخا (جی۶۳) (به انگلیسی: HMS Gurkha (G63)) یک زیردریایی بود. این زیردریایی در سال ۱۹۴۰ ساخته شد.